# حصان إكسمور القصير
حِصَانُ إِكسمُور القَصِير أو الحِصَانُ الإِكسمُوريُّ القَصِير، هو إحدى سُلالات الأحصنة المُستأنسة البريطانيَّة، وهي مقصُورةٌ في وُجودها على هذه الجُزُر، حيثُ تعيشُ بضعة قُطعانٍ منها حياةً شبه وحشيَّة في منطقة إكسمور، وهي موقعٌ مُستنقعيّ كبير يمتدُ عبر مُقاطعتيّ ديڤون وسومرست في إنگلترا. يُصنِّفُ صُندوق تأمين بقاء السُلالات النادرة (بالإنگليزيَّة: Rare Breeds Survival Trust؛ اختصارًا: RBST) هذه الخُيول على أنها مُهددة بالانقراض، بينما تُصنفها الهيئة الأمريكيَّة للحفاظ على سُلالات الماشية (بالإنگليزيَّة: The Livestock Conservancy) على أنها مُعرَّضة لِخطر الانقراض. هذه الخُيول هي إحدى السُلالات المُستنقعيَّة والجبليَّة التي تتميَّز بها الجُزُر البريطانيَّة، وهي تتمتَّع بالخصائص البارزة عند غيرها من سُلالات الأحصنة القصيرة قاطنة المناطق الباردة. الحصانُ الإكسموريّ القصير حيوانٌ قويٌّ جسور، يُستخدمُ في عدَّة أنشطة من نشاطات الفُروسيَّة. كما أنَّ القُطعان الوحشيَّة منه تُستخدمُ للحفاظ على المراعي وصيانتها عبر رعيها المُستمر للأعشاب والحشائش والحيلولة دون انتشارها.
وُجدت الأحصنة في بريطانيا مُنذُ حوالي 700,000 سنة ق.م، وقد عُثر على الكثير من مُستحثاتها في منطقة إكسمُور وتبيَّن أنَّ بعضها يعود إلى حوالي 50,000 سنة ق.م. يزعمُ بعض مُربي الحيوانات أنَّ هذه السُلالة استُأنست وتمَّ إكثارها مُنذُ العصر الجليديّ الأخير، وأنَّها سُلالةٌ نقيَّة لم تختلط بغيرها من السُلالات مُنذ تلك الفترة، على الرُغم من أنَّ الأبحاث العلميَّة المُعاصرة، بما فيها فُحوصات الحمض النووي، لا تؤيِّد هذا الكلام. لكن رُغم ذلك، أظهرت إحدى الدراسات شبهًا تشكُّليًّا بين هذه الأحصنة والأحصنة البريَّة البدائيَّة البائدة. أظهرت الاكتشافات الأثريَّة أنَّ الخُيول كانت تُستخدم للتنقل في جنوب غرب إنگلترا مُنذ حُوالي 400 سنة ق.م على الأقل، كما أنَّ النُقوش الرومانيَّة التي عُثر عليها في تلك المنطقة تُظهرُ أحصنةً قصيرةً شبيهة ظاهريًّا بِأحصنة إكسمُور.
ينُصُّ كتاب ونشيستر على وُجود خُيولٍ قصيرةٍ في إكسمور سنة 1086م، وقد نقلت مؤسسة الخُيول الأصيلة (بالإنگليزيَّة: Foundation bloodstock) تلك الأفراس المُتحدرة منها قاطنة تلك المنطقة في سنة 1818م، علمًا بأنَّ هذه المُؤسسة هي ذاتها التي تحوَّلت للعناية بها اليوم، علمًا بأنَّها لم تتحوَّل لِمُؤسسةٍ للِحفاظ عليها قبل سنة 1921م. كادت هذه السُلالة أن تندثر بعد الحرب العالميَّة الثانية، وذلك لأنَّ الجُنود البريطانيّون كانوا يستخدمونها للتمرين على إصابة الأهداف، كما كان اللُصوص والمُتشردون يصطادونها لِأكل لحمها. عملت مجموعةٌ صغيرةٌ من مُربي المواشي على صيانة هذه الخُيول وإكثارها خلال فترة ما بعد الحرب، وخِلال عقد الخمسينيَّات من القرن العشرين، أخذت تُصدَّرُ إلى أمريكا الشماليَّة حيثُ ساهم المُربون الأمريكيّون في تزويجها وإكثارها. نُشرت أولى الكُتب التي تتحدث عن هذه الأفراس وخصائصها وأساليب تربيتها في سنة 1963م، وبحُول سنة 1981م كانت المنشورات التي تناولتها قد ساهمت في ارتفاع نسبة شعبيَّتها، حتَّى إذ حلَّت سنة 2010م كان هُناك حوالي 800 رأس من هذه الأحصنة حول العالم وفق بعض التقديرات.

## الخصائص

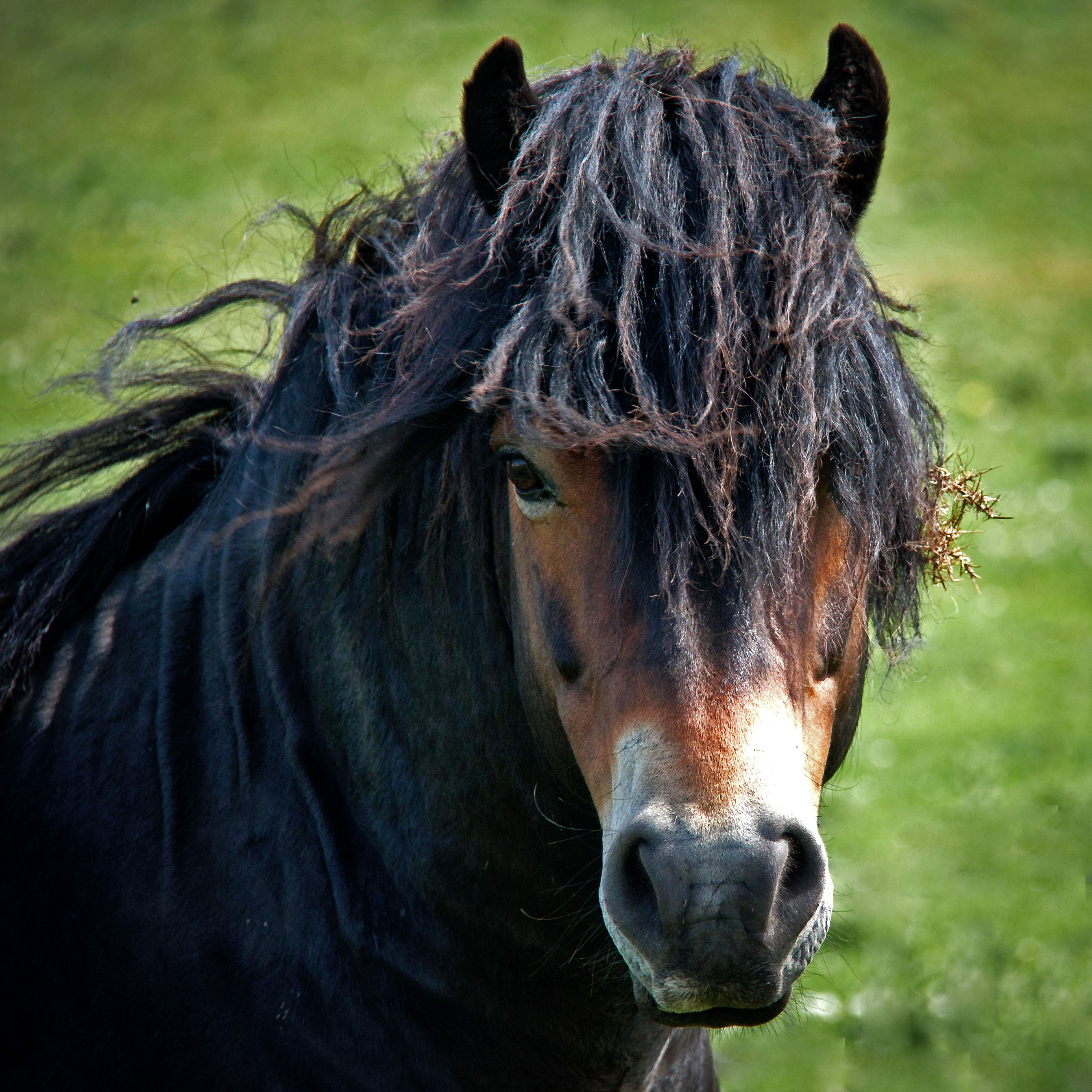
لقطة مُقرَّبة لِوجه حصانٍ من أحصنة إكسمور القصيرة تُظهرُ شعر عُنقه الكث.

هذه الأحصنة مُكتنزة قويَّةُ البُنية بالنسبة لِحجمها، وتُعرف بجسارتها وقُدرتها على التحمُّل. صدرُها عميقٌ واسع، وظهرُها عريض، وكفلها مُتوازٍ. القوائم قصيرة قويَّة العظم والحوافر قاسية. تنُصُّ الكثير من الدراسات أنَّ بُنية أفكاك هذه الخُيول مُختلفةٌ عن بُنية أفكاك غيرها من السُلالات، وأبرزُ ما يُميزُها ظُهور طرف ضرسٍ طاحنة سابعة، إلَّا أنَّ هذا خطأٌ شائع سببه ترجمةٌ خاطئة لِإحدى الدراسات الألمانيَّة. وفي الواقع، فإنَّ الترجمة الصحيحة لِهذه الدراسة، تنصُ على وُجود ظاهرةٍ خُلُقيَّة شائعة عند الكثير من سُلالات الأحصنة، بل الحيوانات ذات الأفكاك السُفليَّة الضخمة، ويبدو بأنَّها تفرُّعٌ إضافيّ للشرايين في هذه المنطقة لِتوزيع كميَّةٍ إضافيَّةٍ من الدماء. وعلى الرُغم من أنَّ بُروز سنٍّ إضافيَّةٍ جرَّاء هذه التغذية الدمويَّة الزائدة يُعتبرُ أمرًا طبيعيًّا، إلَّا أنَّهُ غير مقصور على أحصنة إكسمور، بل يتعدَّاها إلى جميع السُلالات.

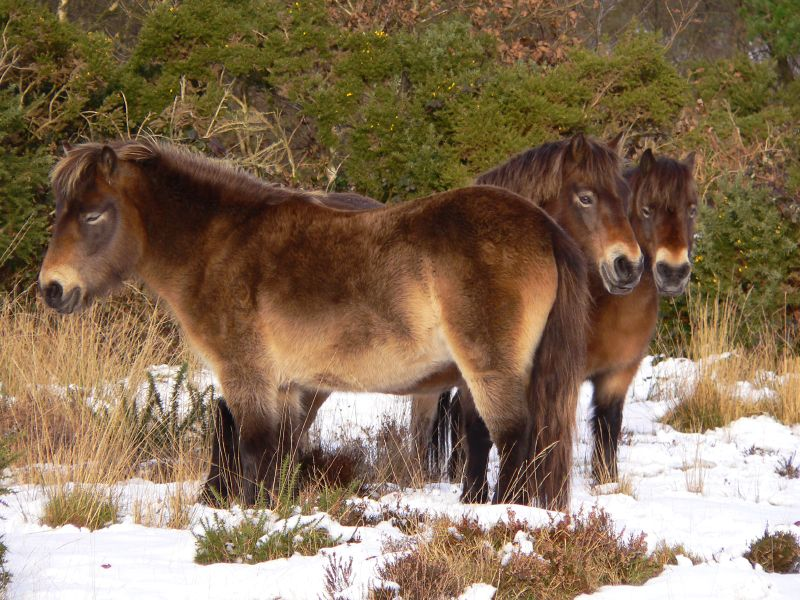
ثلاثةُ أحصنةٍ في كسوتها الشتويَّة. لاحظ أجسادها المُكتنزة وعلاماتها الدقيقيَّة ومعطفها الشتويّ الطويل.

يُعدُّ الرأسُ ضخمًا نوعًا ما قياسًا بحجم الجسم، والأُذنان قصيرتان، والعينان ذابلتان، ويُطلق عليها محليًّا ولدى مُربي المواشي تسمية «عُيون العُلجوم» أو «العُيون العُلجوميَّة»، في إشارةٍ إلى شبهها بِعينا العُلجوم الذابلتين. ويرجعُ سبب ظُهور العينان بهذا الشكل إلى امتلاء الجفنين، الأمر الذي يُساعد على عزل المياه عن عينا الحيوان في بيئته الرطبة، والمُساهمة في حمايتها من البرد. ينمو لِأحصنة إكسمور القصيرة معطفًا شتويًّا يتكوَّن من طبقةٍ صوفيَّةٍ سُفليَّة شديدة العزل للحرارة، وأُخرى عُلويَّة تتكوَّن من شعرٍ طويلٍ مُزيَّت يمنعُ نفاذ المياه إلى الداخل، ويُحوّلُ مجراها إلى أطراف الحيوان لِتسقط بعدها إلى الأرض، فلا يبتلُّ جسدها إلَّا في مواضع مُحدَّدة فقط. شعرُ العُنق والذيل طويلان وكثَّان، وحوض الذيل من النوع المألوف لدى الخُيول القصيرة قاطنة المناطق الباردة، فشُعيراته خشنة، وتُعرف باسم «قلنسُوة الصقيع» أو «مظلَّة الثلج»، أو «ذيلُ الجليد»، وهي تُبعدُ المياه عن الأربية (أصل الفخذ) والمناطق المعويَّة، لِتتساقط على الأرض عبر الشعرات الخلفيَّة الطويلة للقوائم الخلفيَّة.
تُولدُ هذه الأحصنة عادةً بلونٍ كستنائيٍّ داكن، يشتهر «بالبُنيّ» عند العامَّة، وتظهرُ لديها علاماتٌ شاحبة (تُسمّى «دقيقيَّة» لِشبهها بِدقيق القمح) حول العينين والخطم، وعلى الجانبين والأقسام السُفليَّة من الجسد. تظهرُ العلامات الدقيقيَّة سالِفة الذِكر عند أنواعٍ كثيرةٍ من أعضاء جنس الحصان بما فيها الأحصنة المُستأنسة، وتُعتبرُ إحدى العلامات البدائيَّة للخيليَّات. يتطلَّبُ الخُبراء المُختصين في تسجيل أنواع وأشكال السُلالات أن لا يكون للحِصان أيَّة علاماتٍ بيضاء على جسده كي يوضع من جُملة خُيول إكسمُور الصافية. يتراوحُ ارتفاع هذه الأحصنة بين 11.1 إلى 12.3 أذرع (45 إلى 51 إنشًا، 114 إلى 130 سنتيمترًا)، حيثُ يصلُ مُعدَّل ارتفاع الإناث منها إلى 12.2 أذرع (50 إنشًا، 127 سنتيمترًا)، والفُحول والخصيان إلى 12.3 أذرع (51 إنشًا، 130 سنتيمترًا).

## التاريخ

### نظريَّات الأصل القبتاريخي

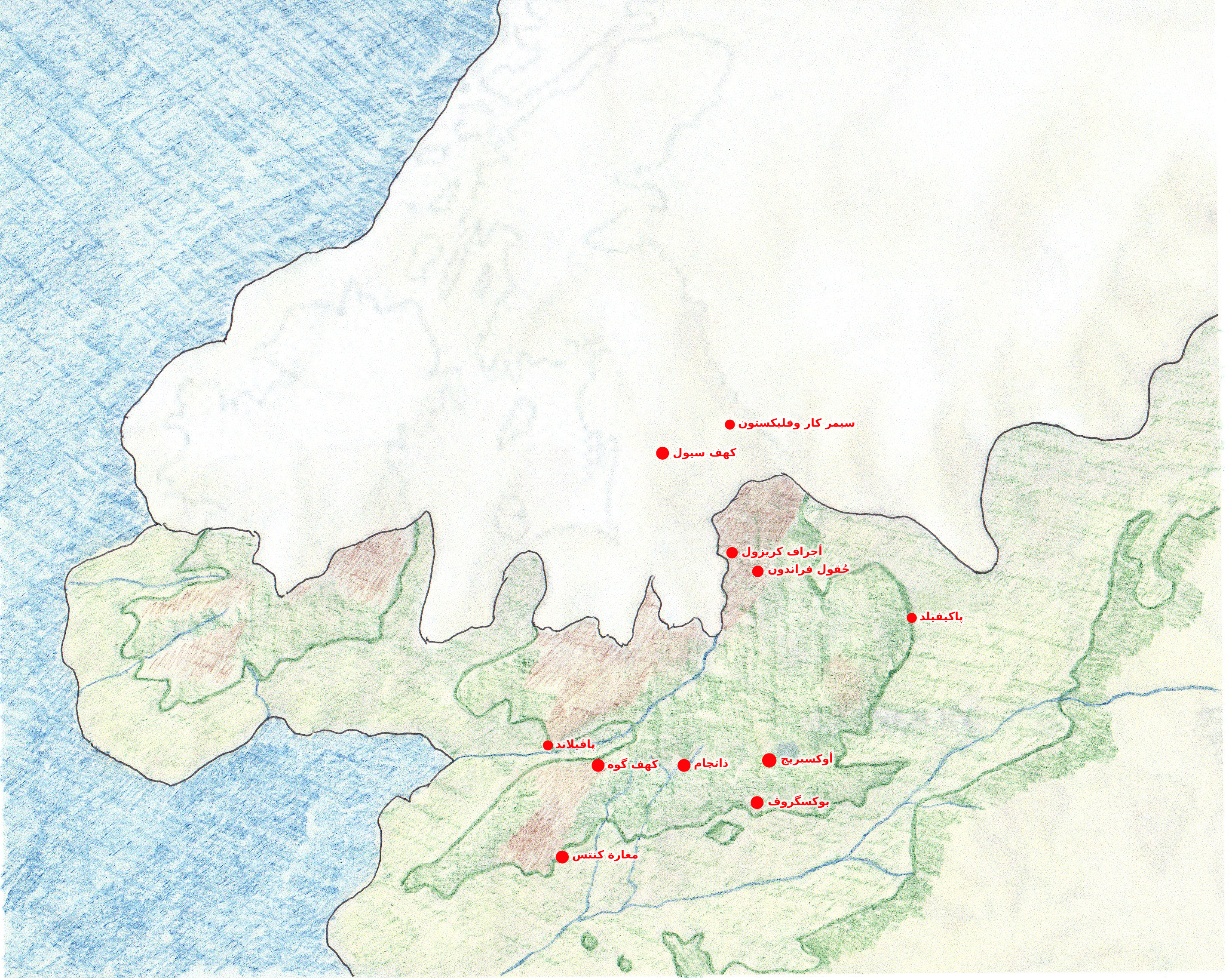
خارطة تُبيِّن شبه الجزيرة التي تشكَّلت منها الجُزر البريطانيَّة بعد انتهاء العصر الجليدي الأخير، وتظهرُ فيها المواقع الأثريَّة العائدة للعصرين الحديث الأقرب (الپليستوسيني) والهولوسيني والتي عُثر فيها على أحافير أحصنة بريَّة.

يزعمُ المُربون في إكسمور أنَّ هذه السُلالة من الخُيول تتحدرُ مُباشرةً من جُمهرةٍ معزولةٍ من الأحصنة البريَّة التي عاشت في المنطقة وتكاثرت مُنذُ نهاية العصر الجليديّ الأخير، وبالتالي فإنَّ هذه السُلالة يفوقُ عُمرها 10,000 سنة. إلَّا بُحوث ودراسات الحمض النووي المُعاصرة لم تُثبت صحَّة هذه المقولة والنظرة التقليديَّة الشائعة لِهذه السُلالة، بل تبيَّن أنَّها تتشارك حمضها النووي للمُتقدرات المُتوارث من أُمهاتها مع سُلالات أُخرى من الأحصنة المُستأنسة حول العالم، وأنَّ صبغيَّات (كروموسومات) Y لديها مُتطابقة مع تلك الخاصَّة بمُعظم سُلالات الخُيول الأُخرى.
وُجدت الأحصنة في إنگلترا مُنذُ مئات آلاف السنين، وقد تعرَّف العُلماء على نوعين من الأحصنة البريَّة من خلال مُستحثاتٍ عُثر عليها في پاكفيلد بأنجيلا الشرقيَّة، ترجع إلى حوالي 700,000 سنة ق.م. كما أظهر اكتشافٌ لِعظمة كتف حصانٍ مطعونة برمح عُثر عليها في حُفرة إيرثام في بوكسگروڤ، ترجعُ لِحوالي 500,000 سنة ق.م، أنَّ البشر الأوائل كانوا يصطادون الأحصنة ليأكُلوا لحمها خِلال تلك الفترة من الزمن. كما تمَّ العُثور على بقايا خُيول في كهف كنتس في قرية تورقواي ترجعُ إلى حوالي 50,000 سنة ق.م، وأُخرى ترجعُ إلى حوالي 7,000 سنة ق.م عُثر عليها في كهف گوه بِمنطقة ممر چدّر على بُعد أقل من 80 كيلومترًا (50 ميلًا) عن إكسمور. كذلك، عُثر على آثارٍ شبه مُتحجِّرة لِأحصنةٍ بريَّة في قناة برستل بمنطقة مصب نهر سيڤرن، وعظامٌ لِأحصنة عاشت خِلال فترةٍ قريبة من عصر تدجينها بحسب الظاهر، في أضرحة سڤرن كوستوود تعودُ لِحوالي 3500 سنة ق.م.

### دراسات الحمض النووي المُعاصرة والاكتشافات الأثريَّة

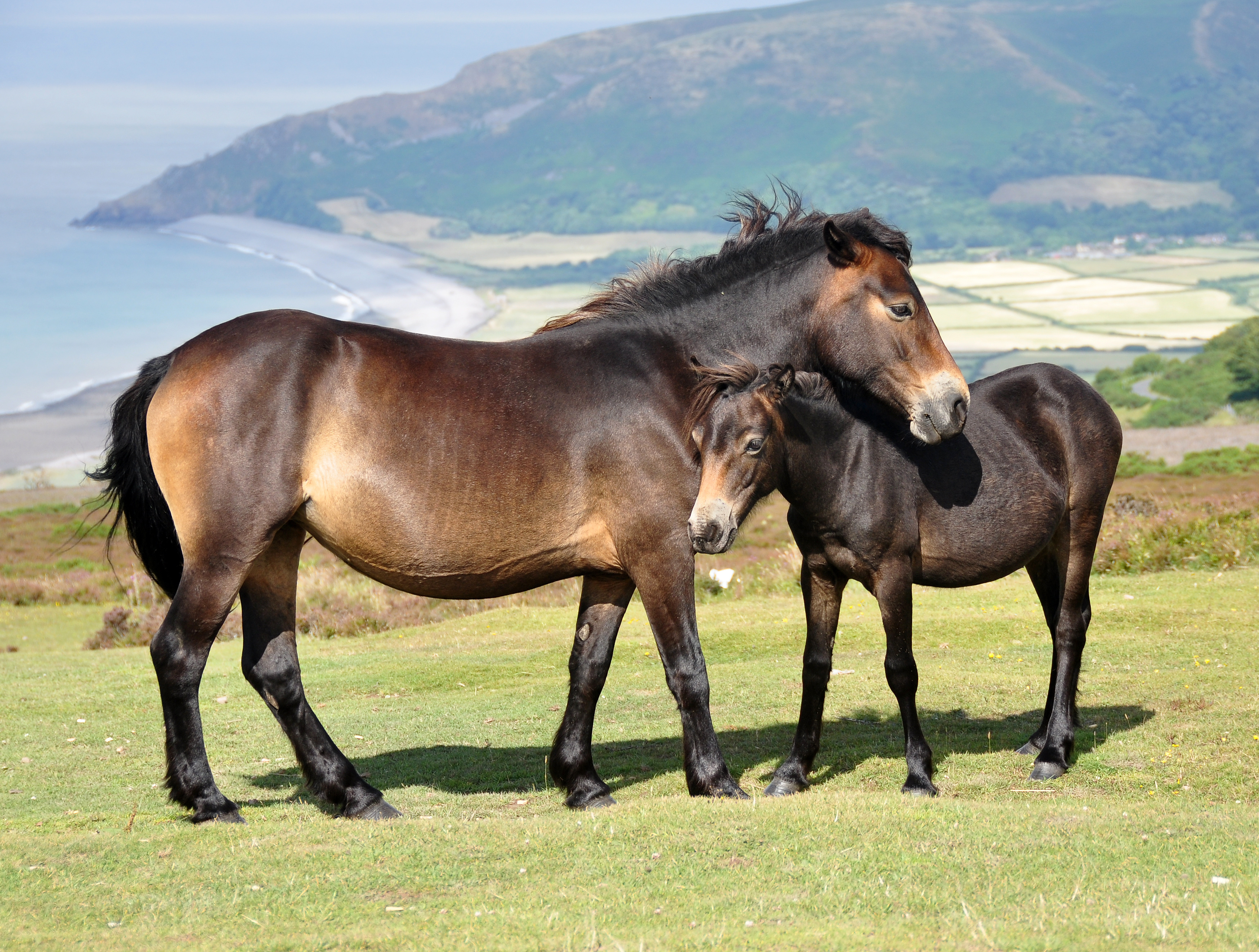
أُنثى ومُهرها.

فشلت الدراسات والأبحاث المُورثيَّة (الجينيَّة) المُعاصرة في إثبات صلة بقايا الأحصنة البائدة سالِفة الذِكر بِأي سُلالةٍ مُعاصرة من سُلالات الخُيول المُستأنسة. وقد أجرى العُلماء بضع دراساتٍ على صبغيَّات Y والحمض النووي للمُتقدرات الخاص بِأحصنة إكسمُور القصيرة، فتبيَّن أنَّها تتشاطر النمط الفرداني لِصبغيَّات Y مع سائر سُلالات الأحصنة، وأنَّ هذه الصبغيَّة تُورَّث للأمهر عن طريق الآباء، وأنَّ الجُمهرة العالميَّة لِلأحصنة المُسأنسة قلَّما يظهر لديها اختلافٌ في مورثاتها، عدا جُمهرة ضئيلة العدد موجودة في الصين تبيَّن أنَّ لها نمطًا فردانيًّا ثانيًا من صبغيَّات Y، ممَّا يعني أنَّ هُناك احتمال بِكون مجموعة صغيرة جدًا من الفُحول فقط قد أورثت مجموعها المورثي للخُيول المُستأنسة. بالمُقابل، فإنَّ الحمض النووي للمُتقدرات ينتقل إلى الصغار عن طريق الأُمهات، وهو يُظهرُ تنوُعًا ملحوظًا عند الجُمهرة العالميَّة من الأحصنة المُستأنسة مُقارنةً بِصبغيَّات Y، ممَّا يعني أنَّ عدد الأفراس التي أورثت مجموعاتها المُورثيَّة للخُيول المُعاصرة كان كبيرًا ومُتنوَّع الأصل. اكتُشفت بعضُ الأنماط الفردانيَّة للحمض النووي للمُتقدرات في عيناتٍ من الحمض النووي استُخرجت من بقايا بعض الأحصنة البائدة، وفي عددٍ من الأحصنة المُستأنسة الحيَّة وفي مُستحثات هذه الأخيرة أيضًا. وتبيَّن أنَّ أحصنة إكسمُور تتمتَّع بنسبةٍ كبيرةٍ من الأنماط الفردانيَّة للحمض النووي للمُتقدرات التي اكتُشفت آثارها في مُستحثات الخُيول التي عاشت خِلال أوائل عُصور تدجينها، غير أنَّ هذه اكتُشفت أيضًا عند سُلالاتٍ مُختلفة حول العالم. وقد عُثر على جميع عينات الحمض النووي الخيليَّة المُتحجرة هذه بالمملكة المُتحدة في جزيرة إيرلندا. من المعروف أنَّ الأحصنة البريَّة استمرَّت تعيش في الجُزُر البريطانيَّة حتَّى فترةٍ مُتأخرة نسبيًّا بعد انتهاء العصر الجليدي الأخير، إلَّا أنَّ عدم العُثور على كميَّةٍ كافية من الأحماض النُوويَّة المُتحجرة لِهذه الخُيول من الفترة السابقة على تدجينها، يجعل من العسير تحديد نسبة المورثات الباقية من هذه الأحصنة البائدة في سُلالات الخيل البريطانيَّة المُستأنسة المُعاصرة، بما فيها أحصنة إكسمُور القصيرة. أظهرت دراسةٌ من سنة 1995م أُجريت على الخصائص التشكُليَّة لِهذه الأحصنة، أنَّها وثيقة الصلة شكليًّا مع كُلٍ من أحصنة الپوتوك القصيرة، والأحصنة التتريَّة (التارپان)؛ وكانت هذه السُلالات الثلاث قد جُمعت سويًّا قبلًا نتيجة تحليلات ودراسات كثيرة أثبتت صحَّة صلتها ببعضها، ودائمًا ما تبيَّن أنَّ أحصنة إكسمُور كانت الأوثق صلةً بالأحصنة التتريَّة المُنقرضة، حيثُ بلغت نسبة قُربها منه 0.27؛ يليها الپوتوك والميرين بِحوالي 0.47. وقد بلغت نسبة القُرابة بين أحصنة إكسمُور والپوتوك 0.37، وبينها وبين الميرين 0.40.
أقدمُ دليلٍ على وُجود الأحصنة المُستأنسة في إنگلترا يأتي من بضع اكتشافاتٍ أثريَّة أظهرت بأنَّ البريطانيين القُدماء كان يستخدمون عرباتٍ تجُرُّها الخُيول بشكلٍ مُكثَّف في جنوب غرب إنگلترا مُنذُ سنة 400 ق.م تقريبًا. أظهرت الاكتشافات الأثريَّة مؤخرًا أيضًا أدلَّةً تُفيد بأنَّ الرومان كانوا يُعدِّنون تعدينًا مُكثفًا في إكسمور، فيستخرجون الحديد والقصدير والنُحاس، ثُمَّ ينقلوها إلى رأس هنگستبري في دورست المُجاورة، لِتُصدَّر بعدها إلى مُختلف أنحاء الإمبراطوريَّة، كما أظهرت النُقوش الرومانيَّة عرباتٍ بريطانيَّة ورومانيَّة تجُرَّها أحصنة قصيرة، تُشبه ظاهريًّا أحصنة إكسمور، في سومرست.

### في التاريخ المُدوَّن والمرحلة المُعاصرة

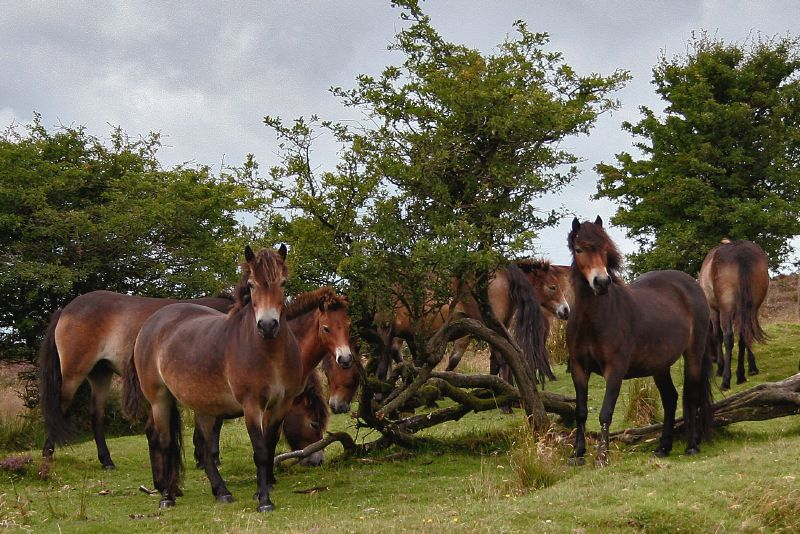
قطيعٌ من خُيول إكسمُور.

ينُصُّ كتاب ونشيستر على وُجود خُيولٍ قصيرةٍ في إكسمور سنة 1086م، ثُمَّ ندر ذِكر الخُيول في تلك المنطقة خِلا الفترة المُمتدَّة بين السنة سالِفة الذِكر وسنة 1818م، عندما بيعت غابة إكسمور الملكيَّة إلى مُشترٍ من القطاع الخاص. قام السير طوماس أكلاند، آخرُ حُرَّاس غابة إكسمور الملكيَّة، بِنقل 30 حصانًا من الغابة إلى تلَّة وينزفورد حيثُ امتلك قطعةً من الأرض، وأطلق سراحها فيها. عُرف هذا القطيع في وقتٍ لاحق باسم «القطيع المُرتكز»، وما زلت بضعة رؤوس مُتحدرة من تلك الأحصنة التي أُحضرت إلى تلك الأرض تعيشُ فيها حتَّى اليوم. وخِلال الوقت الذي نُقلت فيه أحصنة أكلاند، بيعت سائر الخُيول إلى عددٍ من الأشخاص، إلَّا أنَّ بعضها احتفظ به مُربو الخُيول المحليّون، وما تزال عائلات هؤلاء تحتفظُ بالأحصنة المُتحدرة من الأحصنة الأصليَّة حتَّى اليوم. استُخدمت أحصنة إكسمُور لإنتاج هجائن بينها وبين سُلالاتٍ أُخرى خِلال الفترة المُمتدَّة من عقد العشرينيَّات إلى عقد الستينيَّات من القرن التاسع عشر الميلاديّ، وعلى الرُغم من أنَّ عمليَّات التهجين كانت ناجحة بمُعظمها، إلَّا أنَّ الهجائن لم تكن جسورة وقويَّة كآبائها. وُصفت هذه الخُيول في كتابٍ يعود لِسنة 1893م يحملُ عنوان كتاب الخيل (بالإنگليزيَّة: Book of the Horse)، فقيل أنَّ ارتفاعها يصلُ إلى 12 ذراعًا (48 إنشًا، 122 سنتيمترًا)، وأنَّ لونها كستنائيّ، وغير ذلك من الأوصاف المعروفة اليوم. وفي أواخر القرن التاسع عشر، بدأت الجمعيَّة الوطنيَّة للخُيول القصيرة بتثبيت وتوثيق خُيوب إكسمُور وهجائنها في سجلَّاتها. وفي سنة 1921م، تشكَّلت جمعيَّة أحصنة إكسمُور القصيرة، ونشرت أولى كُتب وصف السُلالة سنة 1963م.
أدَّت الحرب العالميَّة الثانية إلى تراجُع أعداد أفراد هذه السُلالة تراجُعًا حادًا، نظرًا لأنَّ موطنها حوَّله الجيش البريطاني إلى أرضٍ للتمرين على الرماية والقنص. وكادت هذه الخُيول أن تنقرض بعد أن لم يتبقى منها سوى 50 رأسًا فقط ما أن وضعت الحرب أوزارها. ويعود سبب تراجع أعداد هذه الأحصنة إلى أنَّ الجُنود كانوا يجعلونها أهدافًا ويتمرَّنون على إصابتها بالرصاص، كما أنَّ أهالي القُرى والبلدات المُجاورة، والمُتشردين الجياع، كانوا يخطفون بعضها بين الحين والآخر ليذبحوها ويأكلون لحمها. بعد انتهاء الحرب، عمل عددٌ من المُربين على إكثار هذه الأحصنة وتزويجها بشكلٍ مُكثَّف، حتَّى استرجعت الجُمهرة بعضًا من عافيتها، وبحُلول سنة 1981م، كانت أحصنة أكسمُور قد حازت شُهرةً في ما وراء البحار وتهافت بعضُ المُربين على شرائها وإكثارها، بعد أن نُشرت خصائصها وصفاتها في منشورات الجمعيَّات المُختصة البريطانيَّة. استوردت أولى أحصنة إكسمُور إلى أمريكا الشماليَّة خِلال عقد الخمسينيَّات من القرن العشرين الميلاديّ، فحطَّت رحالها في كندا، وما زال منها بضعة قُطعانٍ صغيرةٍ حتَّى اليوم. وخِلال عقد التسعينيَّات من القرن سالِف الذِكر، أُطلق سراح عدَّة قُطعان صغيرة من هذه الأحصنة في عدَّة مناطق محميَّة من إنگلترا، وذلك كي تُساهم بالمُحافظة على المراعي وصيانتها والحد من نُمو الأعشاب الطويلة التي تُعيق رعي الحيوانات البريَّة، والكثير من هذه القُطعان تتولّى شؤونه جمعيَّات محليَّة مثل مُؤسَّسة التُراث القومي ومُؤسَّسة إنگلترا الطبيعيَّة وصناديق الحفاظ على الحياة البريَّة.

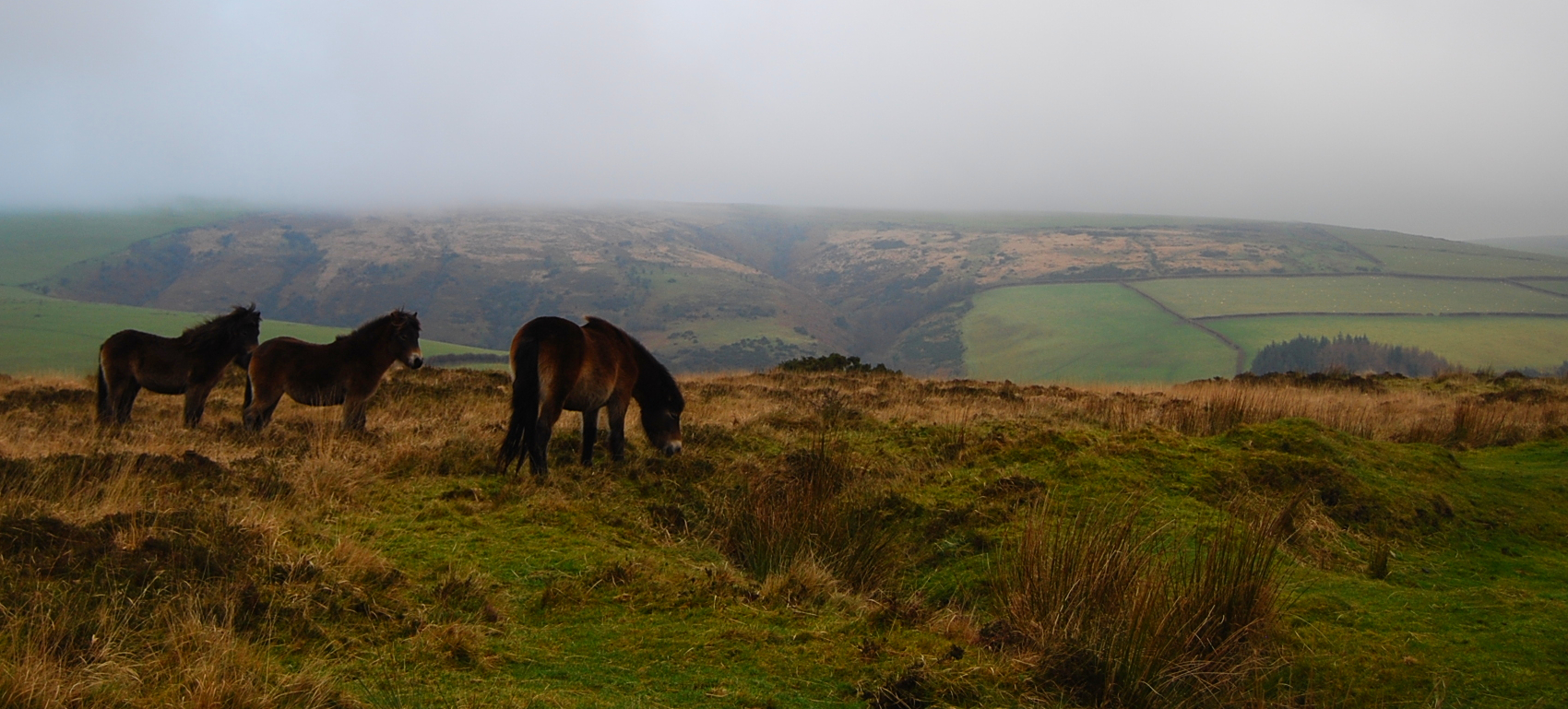
مجموعة صغيرة من أحصنة إكسمُور ترعى في موئلها الطبيعي.

يقوم المُربون بِوشم كُل حصانٍ إكسموريّ أصيل مُسجَّل في سجلَّات إحدى المُنظمات المعنيَّة بِشُؤون تربية الخيل بِرسم نجمةٍ رُباعيَّة على كتفه الأيسر، على الرُغم من أنَّ هذا الفعل قد لقي الكثير من الانتقادات. تأسست، إلى جانب جمعيَّة أحصنة إكسمُور القصيرة البريطانيَّة، مؤسسةٌ أُخرى أمريكيَّة هي مُؤسسة خُيول إكسمُور القصيرة العالميَّة، وهي تُعنى بتسجيل هذه الأحصنة حول العالم، في سبيل تحديد الأفراد المؤصَّلة منها وتلك التي هُجِّنت مع سُلالاتٍ أُخرى. وفي سنة 2000م، تأسست جمعيَّة المُستنقعات البريطانيَّة للمُساهمة في الحفاظ على أحصنة إكسمُور، وهدفُها الأساسي هو جمعُ التبرُّعات لِإخصاء هذه الخُيول وتدريبها، نظرًا لأنَّ سوق أمهُر أحصنة إكسمُور يُعدُّ ضعيفًا للغاية، وقلَّما يُقبلُ مُربٍ على شراء مُهرٍ يافعٍ منها.
تُصنِّف الهيئة الأمريكيَّة للحفاظ على سُلالات الماشية أحصنة إكسمُور القصيرة على أنَّها مُعرَّضة لِخطر الانقراض حاليًّا، ممَّا يعني وفقًا لِمعايير هذه الهيئة، أنَّ الجُمهرة العالميَّة تُقدَّر أعدادها بِأقل من 5,000 رأس، أقل من 1,000 منها يُسجَّل سنويًّا في الولايات المُتحدة. بالمُقابل، يُصنِّفُ صُندوق تأمين بقاء السُلالات النادرة البريطاني هذه الخُيول على أنها مُهددة بالانقراض، ممَّا يعني أنَّ أعدادها في بريطانيا تقل عن 500 رأس. بينما يُصنِّفها صُندوق بقاء الأحصنة (بالإنگليزيَّة: Equus Survival Trust) على أنها مُهددة بدرجةٍ قُصوى، أي أنَّ عدد الأفراس البالغة القادرة عن التناسل والإنجاب يتراوح بين 100 و300 فرس، وفقًا لِتقديرات هذه الهيئة. وفي سنة 2010م، أفادت إحدى التقارير بِوُجود حوالي 800 حصان من هذه الأحصنة حول العالم.

## الاستخدامات
استخدمت خُيول إكسمُور القصيرة سابقًا في جرّ العربات ونقل المعادن من المناجم، حيثُ ساعد حجمها الصغير على إدخالها وسُهولة تحرُّكها داخل الأنفاق الضيِّقة. وفي الزمن الحالي، فإنَّ استخدامها الرئيسي هو للحفاظ على المراعي الطبيعيَّة في المحميَّات، إذ أنَّ جسارة وقُوَّة هذه السُلالة تجعل منها كائناتٍ مثاليَّةٍ لِصيانة الأراضي الخلنجيَّة والأراضي العُشبيَّة الجيريَّة (ذات التُربة الغنيَّة بالجير) وغيرها من المراعي. كما أنَّ وُجودها أصبح ضروريًّا لِصيانة إكسمُور ذاتها. أمَّا تلك التي لا تُستعمل للغرض سالِف الذِكر، فهي تُستعمل في عددٍ من الأنشطة الترفيهيَّة بما فيها: عُروض الخُيول، والرُكوب، وجر عربات التنزه، واستعراضات الرشاقة. وقد فازت أحصنة إكسمُور بالمرتبة الأولى عن كِلا الفئتين في بُطولة الرشاقة الخيليَّة الدوليَّة سنة 2011م، كما ظفرت بلقبٍ ثالثٍ في بُطولة سنة 2012م.
وفي شهر كانون الثاني (يناير) سنة 2015م، نُقل 14 رأسًا من هذه الخُيول من مسقط رأسها في إكسمُور إلى منطقة ميلوڤيتز العسكريَّة سابقًا في جُمهوريَّة التشيك، بعد أن أُخليت واستُحدثت لِتكون منطقةً محميَّة، في سبيل الحِفاظ على التنوع الطبيعي في المنطقة.

### كُتُب
- Brown، Antony؛ Bennett، Jenny؛ Rhodes، Edward (أبريل 2009). "Roman mining on Exmoor: a geomorphological approach at Anstey's Combe, Dulverton". Environmental Archaeology. Maney Publishing. ج. 14 ع. 1: 50. DOI:10.1179/174963109X400673.
- Budd، Jackie (1998). Horse and pony breeds. Gareth Stevens. ISBN:978-0-8368-2046-1. مؤرشف من الأصل في 2022-04-07.
- Daniel، Glynn (1950). "The Prehistoric Chamber Tombs of England and Wales". Cambridge University Press. {{استشهاد بدورية محكمة}}: الاستشهاد بدورية محكمة يطلب |دورية محكمة= (مساعدة)
- Dent، Anthony Austen؛ Hendricks، Bonnie L. (2007). International Encyclopedia of Horse Breeds. University of Oklahoma Press. ISBN:978-0-8061-3884-8.
- Dutson، Judith (2005). Storey's Illustrated Guide to 96 Horse Breeds of North America. Storey Publishing. ISBN:1-58017-613-5.
- Johns، Catherine؛ Potter، Timothy W. (2002). Roman Britain. British Museum Press. ISBN:978-0-7141-2774-3.
- Sponenberg، Dan Phillip (2003). Equine color genetics (ط. الثانية). Wiley-Blackwell. ISBN:978-0-8138-0759-1. مؤرشف من الأصل في 2020-09-16.